# 2659 Millis
2659 Millis è un asteroide della fascia principale del diametro medio di circa 26,42 km. Scoperto nel 1981, presenta un'orbita caratterizzata da un semiasse maggiore pari a 3,1222512 UA e da un'eccentricità di 0,1131961, inclinata di 1,31480° rispetto all'eclittica.
L'asteroide è dedicato all'astronomo statunitense Robert L. Millis.